# Erich Werner
Erich Werner (* 16. Juni 1928; † 25. August 2016) war ein österreichischer Bankmanager.
Von 1966 bis 1972 war er leitender Direktor der Oberösterreichischen Landeshypothekenanstalt in Linz (Hypo Oberösterreich) und von 1973 bis 1984 Generaldirektor der Österreichischen Volksbanken-Aktiengesellschaft (ÖVAG).

## Berufliches Wirken
Werner trat 1953 in den Dienst der Oberösterreichischen Landeshypothekenanstalt in Linz und wurde dort 1960 Direktor-Stellvertreter und 1966 leitender Direktor dieses Institutes.
1972 wurde er Vorstandsmitglied und mit 1. Jänner 1973 Generaldirektor und Vorstandsvorsitzender der Zentralkasse der Volksbanken Österreichs (ZVÖ, später ÖVAG), die unter seiner Führung in eine Aktiengesellschaft umgewandelt wurde und seit 1974 als Österreichischen Volksbanken-Aktiengesellschaft im Firmenbuch registriert ist.
Er initiierte die Gründung der Gewerbefinanzierungs AG (Emissionsinstitut für die Volksbanken und die gewerblichen Waren- und Dienstleistungsgenossenschaften) und der Allgemeinen Wirtschaftsberatungs- und Förderungsgesellschaft und fungierte bei der letztgenannten Gesellschaft als deren Geschäftsführer.
Er bekleidete Funktionen im Aufsichtsrat der Genossenschaftlichen Zentralbank AG (GZB), im Vorstand der Gewerbe- und Handelsbank AG, im Aufsichtsrat der Gewerbe-Management Ges.m.b.H. und der Volksbanken Raiffeisen Holding Ges.m.b.H. sowie in der Beteiligungsfinanzierungs AG und war Börserat.
In seine Ära fiel auch die Gründung der Volksbanken-Akademie gemeinsam mit Ernst Ahammer.

## Auszeichnungen
Werner erhielt das Große Silberne Ehrenzeichen für Verdienste um die Republik Österreich und die Julius-Raab-Medaille.